# Георгије Магарашевић
Георгије (Ђорђе) Магарашевић (Адашевци, 10. септембар/22. септембар 1793 — Нови Сад, 6. јануар/18. јануар 1830) био је српски професор, књижевник, оснивач Сербског Летописа у Будиму.

## Биографија
Рођен је од оца Лазара, свештеника, и мајке Јованке Магарашевић. Основну школу је завршио у Адашевцима, гимназију у Сремским Карловцима а филозофију у Пешти. Након тог је учио богословију у Сремским Карловцима и ту је 1813. године постао привремени професор на гимназији а 1817. године је прешао у Нови Сад. У новосадској гимназији је предавао до смрти, предмет „красноречје”.
Магарашевић је био књижевник који се није бавио белетристиком и имао је смисао да забележи све што је имало значаја за историју Срба и има карактер културно-историјског документа. Превео је и комплетирао књиге: „Нове историјоческе памјатодостојности живота Наполеона Бонапарте“ (1822), „Историја најважнии политични Европејски прикљученија отвијенскога мира“ (1823). 1831. године, после његове смрти, издала је Матица српска његову „Кратку всемирну историју“ и др. Но његова је највеће заслуга што је 1825. године у Будиму покренуо Сербску Летопис. Већ крајем 1825. године су настале тешкоће са штампањем, а да би се Летопис одржао основана је Матица српска 4. фебруара 1826. Тако је Магарашевић својим Летописом изазвао оснивање Матице српске.
Магарашевић је у свом књижевном послу био је марљив, савестан и напредан, одан науци и њеном напретку. Био је ретко жива духа и хумани човек, чак и по погледу на језик и тако је бранио и препоручивао народни језик, као услов за улазак Срба у заједницу просвећених народа. О српском језику писао је овако:
Свештенство и многи други који се с науком у Србији занимају јесу тог чудноватог мненија, да њихов отачествени језик, којим јежедневно говоре, није ништа друго, већ Кириловог црквеног језика преображени, с турским речима са свим покварени дијалект, који би требало оставити по правди пастирима и простацима. Ово се предрасуђење оснива које на недостаточном познању оба ова дијалекта, старо-славенског и српског, које пак на конечном невежеству тога што мртви и живи језици могу бити и шта треба да буду.
Кад би многи народи изображеног света, којима је литератаура сада у најбољем цвету, имали овако богаторечиви, многообразни и благородни језик, који се савијати даје, као што је овај на који се толико виче, пастирски под јужним небом јужно благогласни српски језик!
Магарашевић се женио два пута. Први пут крајем 1818. или почетком 1819. године извесном Софијом, која је била родом из Темишвара.
Магарашевић се по други пут оженио 1828. године са Катарином, са којом није имао деце. Умро је о Богојављењу 1830. године у Новом Саду.

## Галерија
- Насловна страна путописа Путовање по Србији (1827)
- Насловна страна Духа списанија Доситејеви (1830)